# Skragge
Skragge är en svensk släkt.

## Adliga och friherrliga ätter
Släkten Skragge innefattar följande svenska och finska adliga och friherrliga ätter:
- Skraggensköld nummer 552, aldlad och introducerad 1652, utslocknad med stiftaren själv omkring 1673[1]
- Skraggensköld nummer 1429, adlades 1704, introducerad 1719, utslocknad  1742.[2]
- Skraggenstierna utan nummer, adlad 1710, inte introducerad, utslocknad med stiftaren själv 1718.[3]
- Hermelin nr 1391, adlad 1702,  introducerad 1704, utgången 1797. [4]
- Lagerborg nummer 1620, adlad 1719, introducerad 1720, introducerad på finländska riddarhuset 1818, svenska grenen utslocknad 1872, finländska grenen  1961 (svärdssidan), 2004 (spinnsidan). [5]
- Hermelin nr 272, friherrlig ätt sedan 1766, introducerad adel 1776.[6]